# Мухаммад XIII аз-Загалл
Мухаммад XIII аз-Загалл (араб. أبو عبد الله محمد الزغل‎; ок. 1444 — ок. 1494) — правитель Гранадского эмирата (1485—1487).

## Биография
Сын гранадского эмира Сада аль-Мустаина (ум. 1465), правившего в 1455—1462, 1462—1464 годах, младший брат эмира Абу-ль-Хасана Али.
Во время гражданской войны в Гранадском эмирате между Абу-ль-Хасаном Али и его сыном Боабдилем Мухаммад Аз-Загалл сражался на стороне старшего брата.
Летом 1482 года принц Боабдиль при поддержке могущественного клана Абенсераги поднял мятеж против власти своего отца и захватил Гранаду. Свергнутый эмир Абу-ль-Хасан Али с братом и сторонниками бежал в Малагу, а затем в Альмерию. В апреле 1483 года эмир Боабдиль потерпел поражение от кастильцев в битве при Лусене и попал в плен. После пленения сына Абу-ль-Хасан Али вторично занял эмирский престол.
В 1485 году в Альмерии Мухаммад ибн Сад Аз-Загалл («Храбрый») отстранил от власти своего старшего брата Абу-ль-Хасана Али и при содействии визиря Абу Касима Баннигаса объявил себя новым эмиром Гранадского эмирата. Свергнутый эмир был отправлен в ссылку в Альмуньекар, где вскоре скончался.
Кастильские войска продолжали наступление на земли Гранадского эмирата. Были взяты замки Амару, Сетениль, Картаму, Койин и Ронда. В 1486 году был занят город Камбиль. Чтобы внести разлад в стан врага, Фердинанд и Изабелла освободили из плена эмира Боабдиля, снабдив его деньгами и войсками. Боабдиль принес вассальную присягу на верность королю и королеве Испании, обязался выплатить большой выкуп и оставил знатных заложников. Боабдиль вернулся в Гранаду, где его власть признали в Велес-Малаге и Ахаркии. В то же время кастильцы захватили Эльвиру, Моклин, Коломеру и ряд других замков. В апреле 1487 года Мухаммад Аз-Загалл бежал из Гранады в Гуадикс, и Боабдиль был вновь провозглашен эмиром Гранады. Мухаммад Аз-Загалл удерживал под своей властью города: Малага, Альмерия и Гуадикс. В августе 1487 года после трехмесячной осады кастильцы захватили Малагу. Затем были взяты Ахаркия и Велес, а в декабре 1489 года после длительной осады капитулировала Баса.
В 1490 году эмир Мухаммад Аз-Загалл сдал кастильцам города Альмерию и Гуадикс и все окрестные замки, которыми он владел. Под властью его племянника Боабдиля осталась только Гранада и её окрестности.
В 1491 году Аз-Загалл для сбора армии отправился в Северную Африку.
После падения Гранады 2 января 1492 года испанцы предоставили Боабдилю поместья в Альпуха́ррах, но в 1494 году он переехал в Фес, где жил под присмотром султана Абу-ль-Аббас Ахмада.
А Мухаммад Аз-Загалл, не сумев набрать войско, был заключен в темницу по приказу короля Феса Мухаммеда аш-Шейха, друга Боабдиля, который приказал его ослепить.
Закончил эмир Аз-Загалл, прося в переулках Феса милостыню в обмен на исполнение романсов о тоске по его любимой Гранаде.
Он предположительно умер на северо-западе Алжира, в г. Тлемсене в 1494 году.

## Телевидение
- - Реквием по Гранаде